# Dmitrij Kłabukow
Dmitrij Wasiljewicz Kłabukow (ros. Дмитрий Васильевич Клабуков, biał. Дзмітрый Васільевіч Клабукоў, Dzmitryj Wasiljewicz Kłabukou; ur. 14 stycznia 1980 w Iżewsku) – rosyjski piłkarz białoruskiego pochodzenia występujący na pozycji obrońcy lub pomocnika.

## Kariera klubowa
Grę w piłkę nożną rozpoczął w wieku 8 lat w szkółce Zenitu Iżewsk z rodzinnego miasta Iżewsk w Republice Udmurckiej. Przed sezonem 1996 został włączony do składu pierwszego zespołu, grającego na poziomie grupy centralnej Wtorogo Diwizionu. Przez dwa lata rozegrał w barwach tego klubu 49 spotkań i zdobył 1 bramkę. W sezonie 1998 występował w KAMAZ-ie-Czałły Nabierieżnyje Czełny, z którym spadł z Pierwogo Diwizionu. Na początku 1999 roku podpisał kontrakt z Szynnikiem Jarosław. 13 czerwca 1999 zadebiutował w Priemjer-Lidze w zremisowanym 0:0 meczu z Żemczużyną Soczi, wchodząc na boisko w 79. minucie za Serhija Snytkę. W pierwszej połowie sezonu 1999 zanotował łącznie 4 ligowe występy, po czym został wypożyczony na rok do Wołgara-Gazprom Astrachań (Pierwyj Diwizion). Po powrocie do Szynnika, który w międzyczasie spadł z rosyjskiej ekstraklasy, wystąpił w 2 spotkaniach i rozpoczął poszukiwania nowego klubu.
W marcu 2001 roku odbył testy w Tarpedzie-MAZ Mińsk, po których został graczem tego zespołu na zasadzie wypożyczenia. 11 kwietnia zadebiutował w Wyszejszajej Lidze w spotkaniu z Naftanem Nowopołock, wygranym 2:1. W rundzie wiosennej sezonu 2001 rozegrał wszystkie z możliwych 13 spotkań i zdobył 1 bramkę. Za sprawą właściciela Tarpedy-MAZ Władimira Gusiewa, który był jednocześnie akcjonariuszem Zenitu Petersburg, Kłabukowem zainteresowali się skauci tego klubu. W sierpniu 2001 roku został wypożyczony na pół roku i umieszczony przez trenera Jurija Morozowa w drużynie rezerw (Turnir Dublierow RFPL). W styczniu 2002 roku wypożyczono go do Metalista Charków. 16 marca 2002 zaliczył debiut w Wyszczoj Lidze w meczu przeciwko Polihraftechnice Ołeksandrija (0:2). W rundzie wiosennej sezonu 2001/02 łącznie zanotował 3 ligowe występy oraz 1 spotkanie w drugoligowych rezerwach. W kwietniu sztab szkoleniowy zrezygnował z jego usług. Wkrótce po tym powrócił do Tarpedy-MAZ Mińsk, gdzie podpisał kontrakt, jednak z powodów proceduralnych nie mógł grać do końca rundy.
W sierpniu 2002 roku Kłabukow został wypożyczony do Zagłębia Lubin, prowadzonego przez Adama Nawałkę. Początkowo występował w drużynie piątoligowych rezerw. 27 października 2002 zadebiutował w I lidze w meczu przeciwko Szczakowiance Jaworzno (0:0). 30 grudnia 2002 klub zdecydował się na transfer definitywny i podpisanie z nim trzyipółletniej umowy. Po sezonie 2002/03 spadł on z Zagłębiem do II ligi, po przegranej w barażu z Górnikiem Łęczna (0:1, 1:2). W lutym 2004 roku rozwiązał swój kontrakt za porozumieniem stron. Ogółem rozegrał w barwach Zagłębia 16 ligowych spotkań i zdobył 2 bramki. Po odejściu z zespołu nie kontynuował kariery zawodniczej.

## Kariera reprezentacyjna
W 2001 roku zaliczył 1 spotkanie w reprezentacji Rosji U-21 w towarzyskim meczu przeciwko Francji w Caen (3:2).